# Lollar
Lollar è un comune tedesco di 10 454 abitanti,, situato nel land dell'Assia.